# 高橋翔 (声優)
高橋 翔（たかはし しょう、1964年1月28日 - ）は日本の男性声優、俳優、ナレーター、司会者。広島県出身。オフィス薫所属。本名及び旧芸名は高橋 幸弘（たかはし ゆきひろ）。

## 略歴
1988年にアーツビジョンに所属、圭三プロダクション、九プロダクション、プロダクション・タンクを経て、2006年からオフィス薫に所属。
オフィス薫声優養成所、代々木アニメーション学院東京校、テアトルアカデミー東京校、ワタナベエンターテインメントカレッジなどで講師も務める。

## 人物
音域はハイバリトン。方言は広島弁。
趣味は歌。

## 出演

### テレビアニメ
- Oh!ファミリー（1986年、実況アナウンサー[1]）
- OVERMANキングゲイナー（2003年）

### 吹き替え

#### 実写
- アステロイド2（ジェフ）
- あなたにムチュー（スキャットキング）
- OZ/オズ（アガメムノン・ブスマリス）
- キング・オブ・パイレーツ（デオバルト）
- グリーンマイル
- クリスマスキューピッド
- 恋する宇宙
- ザ・ネゴシエーター（レビン）
- サブリナ（カーソン・ダリー）
- 61*（ロジャー・マリス（バリー・ペッパー））
- ジャック・ブル（コンラッド）
- ジャンヌ・ダルク（ジャンヌの父）
- スターゲイト SG-1（モンロー）
- 聖なる嘘つき（ネイサン）
- 捜査官クリーガン（インターン）
- ソード・オブ・ザ・ファンタジー 勇者と聖なる剣（アンスガー）
- デッド・レイン（ヘスース）
- デンジャラス・ビューティー（デイヴ）
- ハイテク武装車新バイパー（クローニン、ミッドランド）
- バビロン5（パトリック）
- パワーレンジャー・イン・スペース（キンウォン長老、キング・モンド（デイヴィッド・ステンストローム（声）））
- パワーレンジャー・ロスト・ギャラクシー（フリオ（トム・ワイナー（声））、スターコンゴ、ラップトール（ブライアン・シッダール（声））、映画監督、ベンジャミン）
- 犯罪捜査官 ネイビーファイル（ロックウェル、ローランド、エルヴグレン）
- ファイナル・デスティネーション
- プリズン211（アルマンサ）
- ブロークン・ハイウェイ（ポール）
- ロルカ 暗殺の丘（マルコス）
- ランスキー アメリカが最も恐れた男（ボラコフ）

#### アニメ
- DCアニメイテッド・ユニバース
  - ザ・バットマン・スーパーマン・ムービー - ヒーロー頂上対決 -
  - バットマン
  - バットマン・ザ・フューチャー（ウィーゼル）

### ゲーム
- 天外魔境 ZIRIA〜遥かなるジパング〜（2006年、千葉周作）

### ドラマCD
- クインテット!（2008年、舩木アナウンサー）

### テレビドラマ
- 浅見光彦シリーズ 日蓮伝説殺人事件（2003年、小林信男）

### 映画
- 時雨の記（1998年、キャスター）

### その他コンテンツ
- 直撃!トップの決断（ナレーション）
- ワールドステーション22（ナレーション）